# Sacristie San Marco
La Sacristie San Marco (ou Sagrestia San Marco) est l'une des quatre sacristies du sanctuaire de la Sainte Maison de Lorette, insérée entre les chapelles absidiales de la Basilique.
Elle abrite un précieux cycle de fresques du peintre de la Renaissance Melozzo da Forlì, datant selon les sources de 1477 ou de 1484 à 1493.
C'est le deuxième exemple après la Camera Picta d'Andrea Mantegna, de dôme peint comportant à la fois de personnages et de faux éléments architecturaux illusionnistes.

## Histoire

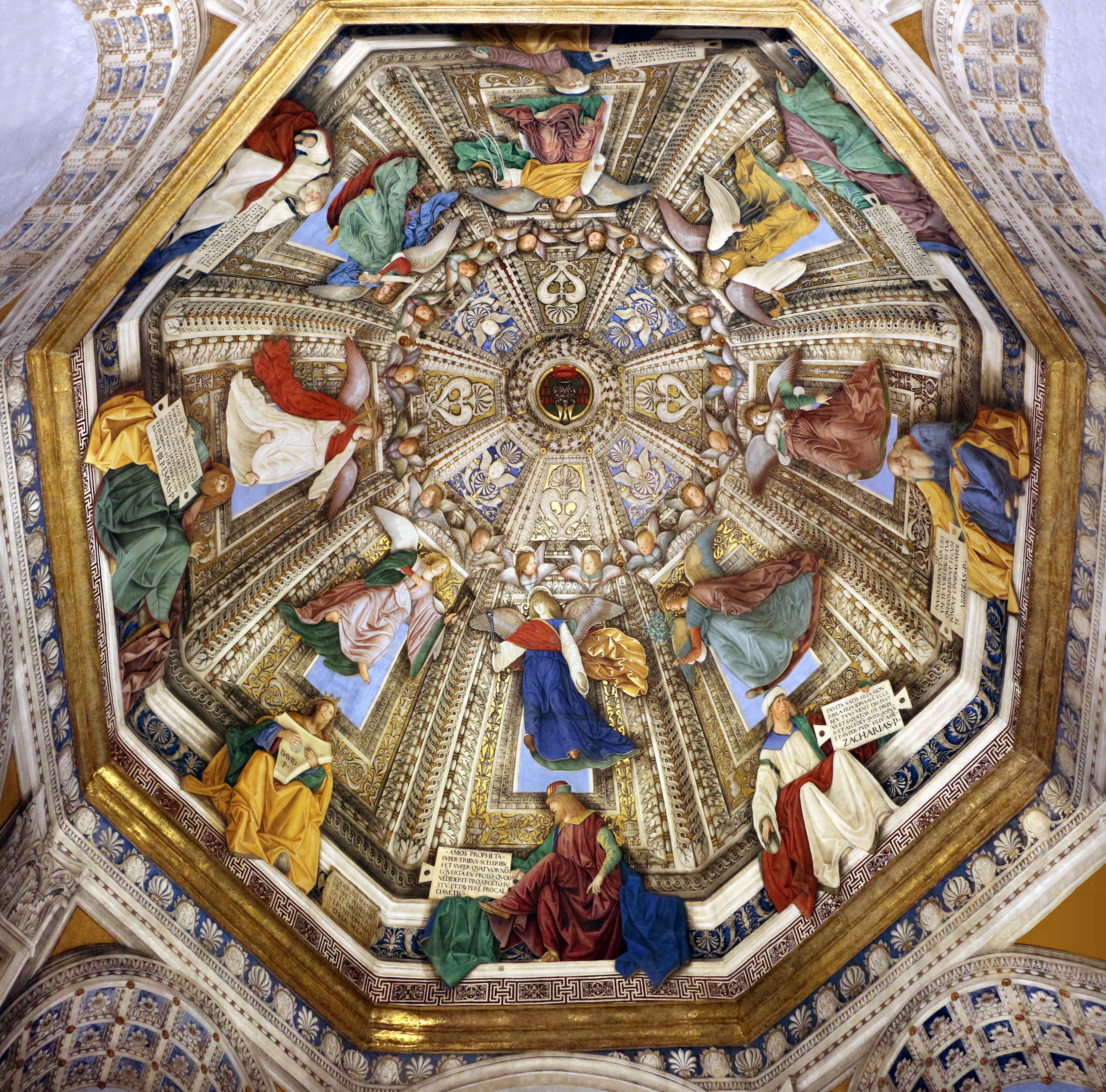
La voûte

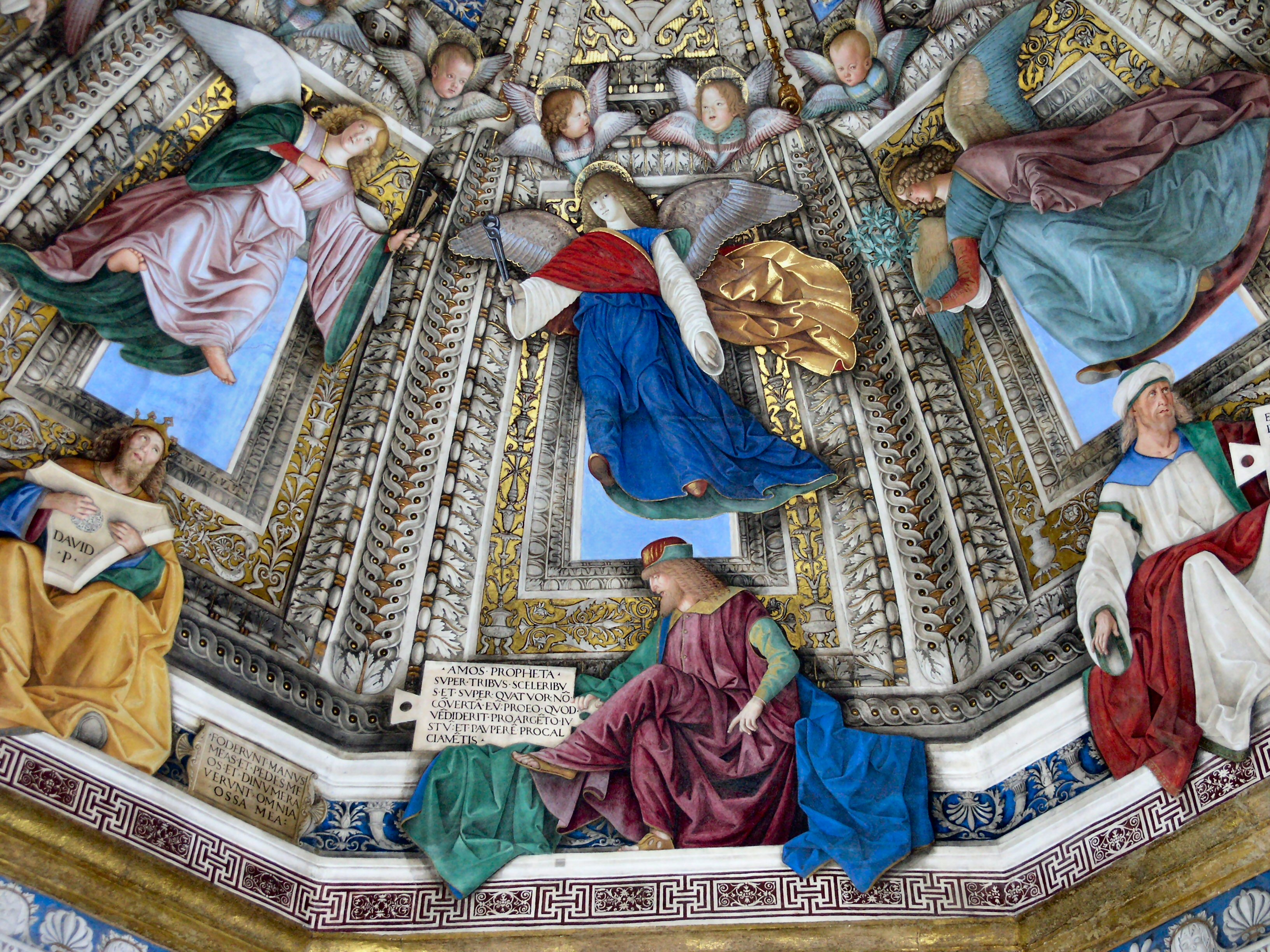
Détail de la voûte

La décoration de la sacristie fut commandée par Girolamo Basso della Rovere, qui avait juridiction sur Loreto de 1476 à 1506, après sa nomination comme cardinal en 1477 : ses armoiries sont visibles au centre de la voûte.
À cette date, les travaux commencèrent dans la Chapelle de la Cure voisine sous la direction de Luca Signorelli, alors qu'il semble que Melozzo y travailla quelques années plus tard, après son retour de Rome où il avait été au service de Pie ii.
En raison du départ soudain de l'artiste, la décoration de la sacristie fut interrompue, alors que le registre inférieur venait de commencer avec l'Entrée du Christ à Jérusalem, partie des Histoires de la Passion.
La sacristie doit son nom à une lunette en stuc au-dessus du portail qui, ayant disparu, fut remplacée par une réplique en majolique en 1876.

## Description et style

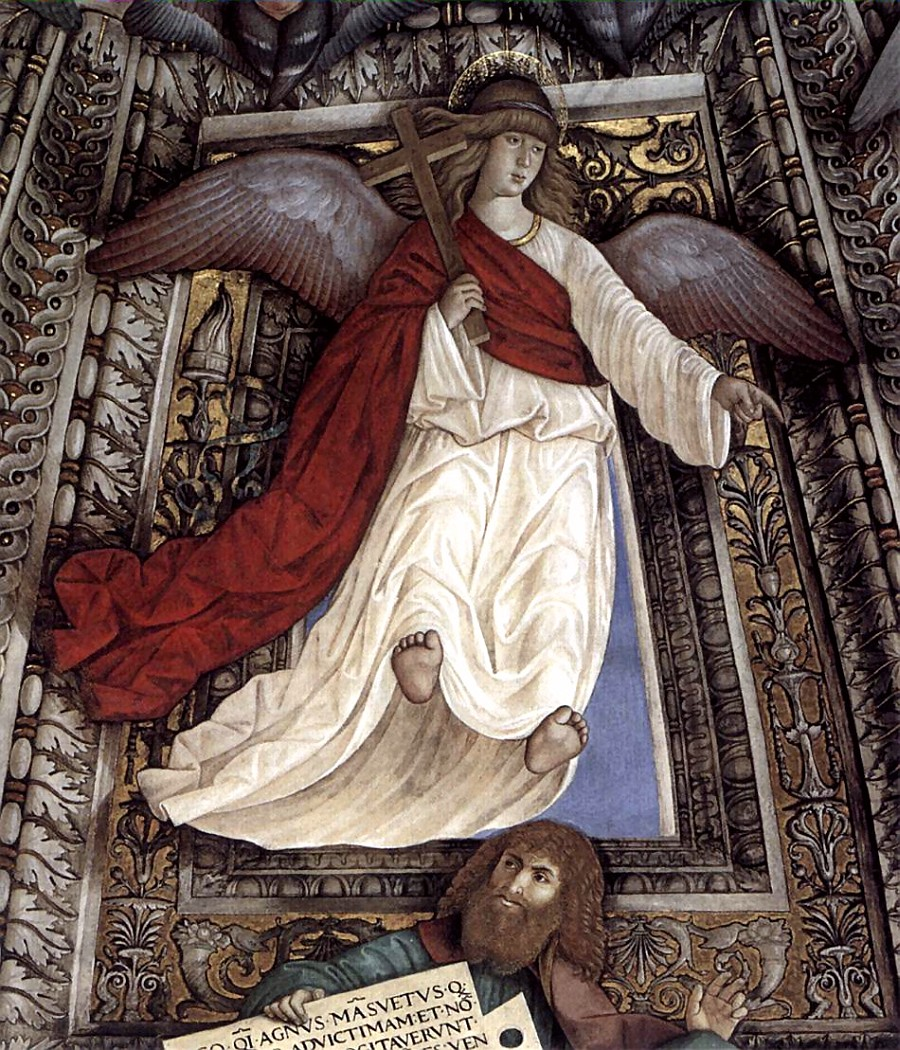
Un des anges de Melozzo da Forli

La sacristie, comme ses jumelles, comporte une base octogonale. La porte Renaissante, sculptée et incrustée, est attribuée à Benedetto da Maiano (1481).
La voûte à huit segments a été décorée par Melozzo avec la collaboration de Marco Palmezzano, à qui l'ensemble de l'œuvre a été attribué dans le passé. Il est divisé en huit segments par des croisées d'ogive peintes, avec au centre le blason Della Rovere entouré d'une couronne de feuilles de chêne, un motif presque monochrome et une couronne de séraphins .
Viennent ensuite huit « fenêtres » à fond bleu encadrées de cadres massifs peints, riches de décors à l'ancienne (candélabres, kyma, etc.), qui recréent l'effet de stucs et de reliefs qui perpétuent la véritable architecture. Dans chacun d'eux se trouve un ange en vol, aux ailes déployées et portant l'un des symboles de la Passion, représenté avec la perspective en sott’in su dont Melozzo était selon Vasari alors le plus grand connaisseur : chacun d'eux montre en effet le paumes des pieds et autres éléments qui mettent en valeur la vue d'en bas, selon le point de vue réel du spectateur.
Pour obtenir cet effet de figures suspendues dans le vide, il a probablement étudié des modèles de cire tendus de fils, peut-être reflétés dans un miroir posé au sol.
A la base du dôme, au-dessus de l'extrémité du tambour, il peint sur chaque voile huit Prophètes assis sur une corniche peinte, tenant des pierres tombales contenant des passages de prophéties. Ces personnages sont également penchés vers l' avant, penchés vers le bas, de sorte que les visages montrent le dessous.
Malgré l'effet de nouveauté, force est de constater que de toute façon Melozzo n'avait pas encore compris, comme Raphaël (dans la chapelle Chigi de la basilique Santa Maria del Popolo) et Corrège (à Parme), que si la vue d'en bas était adéquate pour les personnages à la base du dôme, une vue axiale était nécessaire pour ceux du centre.

## Structure
À partir de la fresque de l'Entrée de Jésus à Jérusalem, il est possible de saisir l'ordre de composition du cycle.
Chaque segment de l'octogone est divisé en trois espaces : sur la voûte se tiennent les Anges avec les instruments de la Passion, en dessous les Prophètes assis avec des rouleaux qui prédisent les souffrances du Messie, et enfin les panneaux muraux, dont le seul est l'entrée susmentionnée de Jésus à Jérusalem.
Une précieuse harmonie figurative est ainsi créée qui combine symboles, prophéties et événements du sacrifice du Christ.

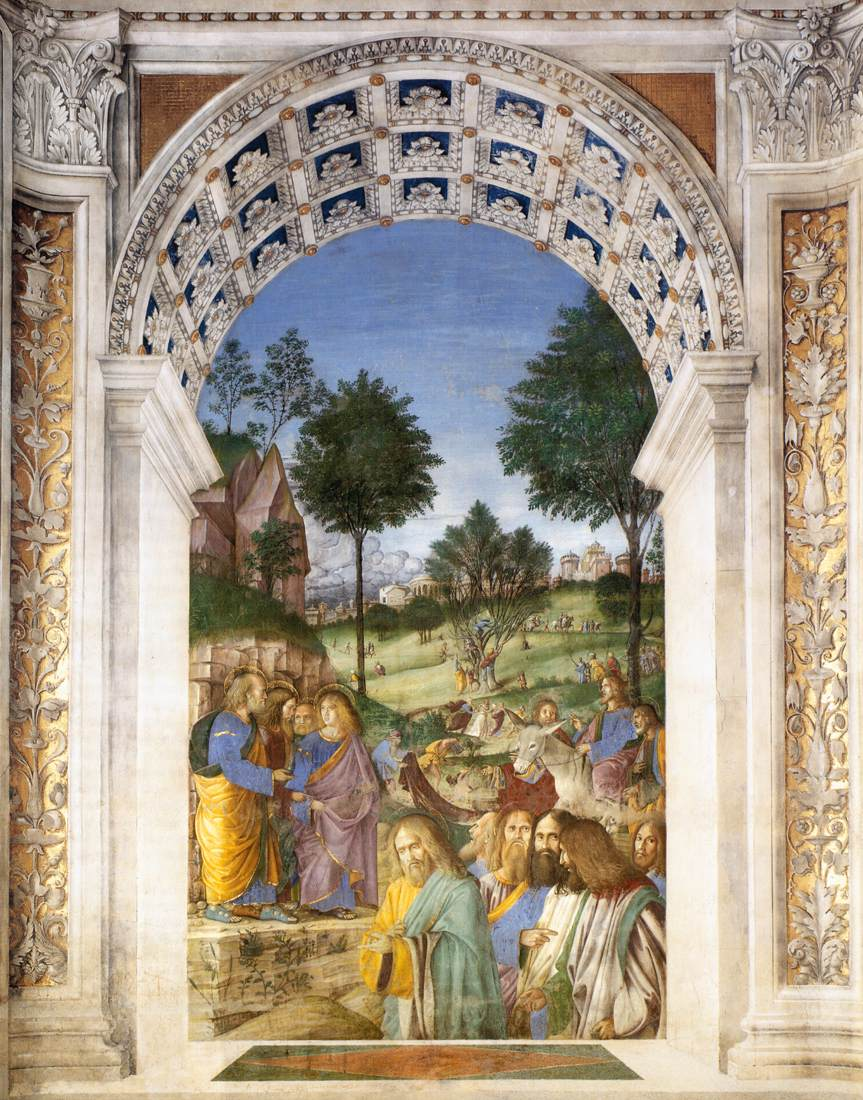
Entrée de Jésus à Jérusalem, la seule fresque peinte par Melozzo da Forlì sur les murs sous-jacents de la sacristie.

Dans le segment pris comme référence, l'Ange avec une branche d'olivier domine le Prophète Zacharie avec l'inscription que le Messie est assis sur un âne ; en bas, sur le mur, l'entrée du Christ à Jérusalem. Ensuite (à droite) la représentation sur la voûte de l'Ange avec un agneau dans ses bras, symbolise le Christ immolé, au-dessus du prophète Abdias qui dans son cartouche prédit la trahison de Judas ; au mur, le peintre aurait dû peindre à fresque la Cène de Pâques avec l'Institution de l'Eucharistie. En bas, lAnge avec le calice qui surmonte le Prophète Ezéchiel, qui fait allusion à l'Agonie au Jardin des Oliviers, une scène qui n'a jamais été peinte à fresque sur le mur en contrebas. LAnge avec un sac d'argent et une corde et la représentation du prophète Baruch font allusion à la Capture du Christ, une scène qui n'aurait jamais pu être jouée en raison de la présence de la porte, sont donc esquissés.
Par la suite, l'Ange à la colonne et le prophète Isaïe offrent une référence claire à la scène jamais achevée de la Flagellation du Christ qui aurait dû occuper le mur sous-jacent ; suit la fresque de l'Ange en croix surplombant le prophète Jérémie, toutes deux allusions à la condamnation du Christ à mort sur la croix, épisode qui aurait dû être représenté sur le mur inférieur. A droite l'Ange aux clous et le Prophète David avec l'inscription du psaume préfigurent la Crucifixion, scène que l'artiste aurait dû représenter sur le mur en contrebas. Enfin, il y a l'Ange à la pince qui, au-dessus de la fenêtre, surplombe le Prophète Amos tenant un rouleau sombre qui prédit peut-être la Déposition, un épisode qui n'aurait jamais pu être représenté faute de place en dessous.

## Noter
1. 1 2 3 4  Touring, cit., pag. 425.